# Seki A Oe: A Crazy Samoan Love Story
Seki A Oe: A Crazy Samoan Love Story (tdl. ‘Seki A Oe: Una loca historia de amor samoana’) es una comedia romántica de 2013 escrita y dirigida por Zena Iese, rodada y ambientada en Samoa Americana. La película está principalmente en el idioma samoano y el título significa «eres increíble» en samoano.

## Producción
La directora, guionista y editora Zena Iese había producido anteriormente un cortometraje titulado Heart to Heart – Fatu O Le Alofa. El rodaje tuvo lugar en Pago Pago, la capital de Samoa Americana; la escena de la ceremonia ʻava se filmó en el Estadio Veterans Memorial. La película se financió en parte a través de FundRazr.

## Trama
Jack se enamora de Angel, pero es rechazado. Diana, una fa'afafine, le enseña a Jack cómo conquistar a una mujer..

## Estreno
Seki A Oe: A Crazy Samoan Love Story se estrenó mundialmente en el Auditorio Gobernador H. Rex Lee en Pago Pago.